# 도요타 모빌리티 도야마 G스퀘어 고후쿠마에(고후쿠스에히로초) 정류장
도요타 모빌리티 도야마 G스퀘어 고후쿠마에(고후쿠스에히로초) 정류장(일본어:  トヨタモビリティ富山 Gスクエア五福前（五福末広町）停留場, トヨタモビリティとやま ジースクエアごふくまえ（ごふくすえひろちょう）ていりゅうじょう 도요타 모빌리티 도야마 G스퀘어 고후쿠 앞(고후쿠스에히로정) 정류장[*])은 일본 도야마현 도야마시 고후쿠스에히로정에 있는, 도야마 지방 철도의 노면전차 정거장이다. 

## 역 구조
2면 2선의 단식 승강장을 가지는 지상역.역사에는 우에야가 설치되어 있다. 에서 우에야는 설치되어 있지 않았다. 또 정류장의 대학 앞 100m 앞에는 히요도리 신호소가 있었지만, 복선화에 따라 폐지되었다.

## 역세권 정보
- 도요타 모빌리티 도야마 G스퀘어 고후쿠점(구 도야마 도요펫트 G스퀘어 도야마 본점)
- 진즈강
- 도야마 고후쿠 쇼핑 센터 앨리스
- 도야마 현립 도야마 상업 고등학교
- 도야마 현립 도야마 공업 고등학교
- 도야마현 스이보쿠 미술관
- 도야마현 도로 7호 도야마 야쓰오선
- 도야마현 도로 56호 도야마 환상선

## 인접역
| 도야마 지방 철도 도야마 궤도선 | 도야마 지방 철도 도야마 궤도선 | 도야마 지방 철도 도야마 궤도선 |
| ------------------------------ | ------------------------------ | ------------------------------ |
| 야스노야 도야마역 방면         | ■ 보통                         | 도야마다이가쿠마에 방면        |